# Евдокија Комнин (супруга Виљема VIII од Монпељеа)
Евдокија Комнин (средњегрч. Ευδοκια Κομνηνη, 1150. или 1152. – око 1203.) је била византијска принцеза, братаница цара Манојла I Комнина.
Евдокија је била ћерка севастократора Исака Комнина и његове друге жене Ирине Диплосинадине. Исак Комнин је био трећи син цара Јована II Комнина и угарске принцезе Пирошке Арпад, старијег брата цара Манојла I Комнина. Иако је био старији брат Манојла I, Евдокијин отац није заузео византијски престо на захтев цара Јована II Комнина, који је свог млађег сина пре смрти именовао за свог наследника и лишио престола Исака. Уместо царске титуле, Исак је почаствован титулом севастократор.
Цар Манојло I Комнин је искористио Евдокију и њене сестре да среди политичке односе Византије са суседним државама. Тако је Евдокијина сестра Теодора Комнина била удата за јерусалимског краља Балдуина III, а касније је постала љубавница византијског цара Андроника I Комнина. Друга Евдокијина сестра, Марија Комнина, удала се за угарског краља Стефана IV.
Године 1174. цар Манојло I Комнин је договорио брак између Евдокије и арагонског краља Алфонса II. Исте године, Евдокија Комнина је стигла у Провансу, где је требало да се уда за арагонског краља. Када је Евдокија стигла, сазнала је да се краљ Алфонсо II већ оженио Санчом од Кастиље. Овом приликом је трубадур Пјер Видал рекао да је краљ изабрао „сиромашну кастиљску девојку уместо златне камиле цара Манојла I”. Након дугог оклевања, 1179. године Евдокија се удала за Вилијама VIII, сењора од Монпељеа, након што је претходно постигнут договор по коме је сваки мушки поданик Монпељеа био приморан да се закуне да ће прворођено дете Евдокије и Вилијама VIII, без обзира на његово пол, наследити би власт Вилијама VIII.
Евдокијини савременици, укључујући трубадурa Фоулкеа из Марсеја и Гиро де Борнеа, често су је називали царицом (окситан:емператриса) и називали је ћерком цара Манојла I Комнина, што је довело до тога да неки савременици доводе у питање Евдокијино родитељство. Други извори је сасвим тачно идентификују као братаницу Манојла I. Вилијам VIII и Евдокија Комнина имали су једну ћерку, Марију од Монпељеа (рођена 1181. или 1182.), која се удала за краља Педра II од Арагона 1203. године.
Године 1187. брак Вилијама VIII и Евдокије Комнине је раскинут. Према неким изворима, разлог за развод је био то што је Евдокија подстакла амбиције Фолкеа од Марсила, а према другима разлог за раздвајање била је жеља Вилијама VIII да има мушког наследника. После одвајања, Евдокије Комнин је послата у манастир у Анијану, где је умрла око 1203. године.

## Извори и литература
- Biographies des troubadours. Paris, Nizet, 1964. pp. 476– 481.
- Stronski, Stanislaw. Le troubadour Folquet de Marseille. Krakow, Académie des Sciences, 1910. pp. 156– 158.
- Sharman, Ruth V. The Cansos and Sirventes of the Troubadour Giraut de Borneil. Cambridge, Cambridge University Press, 1989. pp. 59.
- Duvernoy, Jean. Guillaume de Puylaurens, Chronique 1145 – 1275: Chronica magistri Guillelmi de Podio Laurentii. . CNRS. 1976. стр. 62— 63. ISBN 2910352064. Недостаје или је празан параметар |title= (помоћ)
- Hecht, Winfried (1968). „Zur Geschichte der « Kaiserin » von Montpellier, Eudoxia Komnena”. Revue des Études Byzantines. 26: 161—169. doi:10.3406/rebyz.1968.1403.. S. 161 – 169. (на немски)
- Varzos, Konstantinos (1984). Η Γενεαλογία των Κομνηνών [The Genealogy of the Komnenoi] (PDF) (на језику: Greek). B. Thessaloniki: Centre for Byzantine Studies, University of Thessaloniki. OCLC 834784665. Архивирано из оригинала (PDF) 2021-01-30. г.
- Stiernon, Lucien (1965). „Notes de titulature et de prosopographie byzantines: Sébaste et gambros”. Revue des études byzantines (на језику: француски). 23: 222—243. doi:10.3406/rebyz.1965.1349.
- Dom Claude, Devic, Dom Joseph, Vaissète. Histoire générale de Languedoc. Volume VI. Toulouse, 1872, [1745]. (на френски)
- Louda, Jiri, MacLagan, Michael. Les Dynasties d'Europe. Bordas, Tableau 45. . 1995. ISBN 2-04-027115-5. Недостаје или је празан параметар |title= (помоћ)